# 蘇霍里奇恰 (普斯托梅特區)
49°50′29″N 24°20′8″E / 49.84139°N 24.33556°E
蘇霍里奇恰（烏克蘭語：Сухоріччя），是烏克蘭西部的村莊，隸屬利維夫州的利維夫區。該村面積1.82平方公里，海拔高度260米，2001年人口249，人口密度每平方公里136.81人。